# Liga Națională de handbal feminin 2025-2026
Liga Națională de handbal feminin 2025-2026, denumită din motive de sponsorizare Liga Florilor MOL, va fi a 68-a ediție a primului eșalon valoric al campionatului național de handbal feminin românesc, respectiv a 29-a ediție în sistemul Ligii Naționale. Competiția este organizată de Federația Română de Handbal (FRH).
Inițial, ediția 2025-2026 a Ligii Naționale urma să se desfășoare cu 14 echipe, însă mai multe din cluburile calificate au renunțat să se mai înscrie în competiție, motivând probleme financiare. Din acest motiv, la sfârșitul competiției nici o echipă nu va retrograda direct.

## Parteneri oficiali
Partenerii oficiali ai FRH pentru ediția 2025-2026 a Ligii Naționale sunt:
- BRD - Groupe Société Générale
- Niro Investment Group
- Ministerul Tineretului și Sportului
- Ministerul Educației și Cercetării
- Comitetul Olimpic și Sportiv Român

## Televizări
Partidele ediției 2025-2026 vor fi televizate de canalul PRO Arena. Suplimentar, unele meciuri vor fi difuzate online de diverse conturi Facebook și canale YouTube ale cluburilor participante.

## Echipe participante
În afara echipelor care s-au clasat pe primele 10 poziții la sfârșitul ediției 2024-2025 și care și-au păstrat astfel locul în Liga Națională, la competiție ar fi urmat să ia parte și echipele clasate pe primele două locuri în play off-ul Diviziei A 2024-2025.
1. CSJ Prahova
2. CSM Galați

Alte două echipe, CSM Târgu Jiu și CSM Slatina, au fost decise în urma unui turneu de promovare.
Pe 19 mai 2025, în urma unei întruniri anterioare, conducerea Clubului Sportiv Măgura Cisnădie a anunțat decizia de retragere a echipei din Liga Națională de handbal feminin și înscrierea acesteia în sezonul 2025-2026 al Diviziei A. Mircea Orlățan, primarul orașului Cisnădie, a afirmat că decizia a fost „influențată de constrângerile financiare și de performanțele sportive slabe” ale echipei. Conform presei online, de retragerea CS Măgura Cisnădie ar fi urmat să profite CSU Știința București, echipă clasată pe locul al III-lea la turneul de promovare, care ar fi promovat astfel în Liga Națională. Însă CSU Știința București și CSJ Prahova, o altă echipă cu drept de promovare în prima ligă, nu au dorit să se înscrie și au preferat să rămână în Divizia A.
În consecință, printr-un comunicat din 2 iulie 2025, Federația Română de Handbal a anunțat o conferință de presă și „adaptări” ale tragerilor la sorți „necesare pentru modificarea sistemului de desfășurare a [...] Ligii Naționale Feminine, ca urmare a reducerii numărului de echipe participante la 12 (de la 14)”. Conferința de presă și modificările în calendarul competițional au fost programate pentru 7 iulie 2025.
Astfel, echipele participante în sezonul competițional 2025-2026 al Ligii Naționale de handbal feminin sunt:
| - CSM București - CSM Corona Brașov - CS Gloria 2018 Bistrița - CS Minaur Baia Mare - CS Rapid București - HC Dunărea Brăila - SCM Craiova - SCM Râmnicu Vâlcea | - HC Zalău - CSM Galați - CSM Târgu Jiu - CSM Slatina - CS Măgura Cisnădie - CSJ Prahova - CSU Știința București |

## Clasament
|  | Echipe care vor participa la barajul de promovare |

Actualizat pe 7 iulie 2025;
| Poz. | Echipa                  | J | V | E | Î | GM | GP | G | P |
| ---- | ----------------------- | - | - | - | - | -- | -- | - | - |
| 1    | CSM București           | 0 | 0 | 0 | 0 | 0  | 0  | 0 | 0 |
| 2    | CSM Corona Brașov       | 0 | 0 | 0 | 0 | 0  | 0  | 0 | 0 |
| 3    | CS Gloria 2018 Bistrița | 0 | 0 | 0 | 0 | 0  | 0  | 0 | 0 |
| 4    | CS Minaur Baia Mare     | 0 | 0 | 0 | 0 | 0  | 0  | 0 | 0 |
| 5    | CS Rapid București      | 0 | 0 | 0 | 0 | 0  | 0  | 0 | 0 |
| 6    | HC Dunărea Brăila       | 0 | 0 | 0 | 0 | 0  | 0  | 0 | 0 |
| 7    | SCM Craiova             | 0 | 0 | 0 | 0 | 0  | 0  | 0 | 0 |
| 8    | SCM Râmnicu Vâlcea      | 0 | 0 | 0 | 0 | 0  | 0  | 0 | 0 |
| 9    | HC Zalău                | 0 | 0 | 0 | 0 | 0  | 0  | 0 | 0 |
| 10   | CSM Galați              | 0 | 0 | 0 | 0 | 0  | 0  | 0 | 0 |
| 11   | CSM Târgu Jiu           | 0 | 0 | 0 | 0 | 0  | 0  | 0 | 0 |
| 12   | CSM Slatina             | 0 | 0 | 0 | 0 | 0  | 0  | 0 | 0 |

## Rezultate în tur
Programul ediției 2025-2026 a Ligii Naționale a fost inițial decis prin tragerea la sorți desfășurată pe 4 iunie 2025, de la ora 11:00, în sala de conferințe a Complexului Sportiv Național „Arcul de Triumf” din București, iar datele de desfășurare a fiecărei etape au fost precizate în regulamentul sezonului competițional 2025-2026.
Tragerea la sorți a trebuit reluată pe 7 iulie 2025, după ce mai multe echipe s-au retras sau nu s-au înscris în Liga Națională.

### Etapa I
| 30 august 2025 | HC Dunărea Brăila | – | SCM Râmnicu Vâlcea | Sala Polivalentă „Danubius”, Brăila |
| 30 august 2025 | (–)               |   |                    | Sala Polivalentă „Danubius”, Brăila |
| 30 august 2025 | [ Cronica]        |   |                    | Sala Polivalentă „Danubius”, Brăila |

| 30 august 2025 | CS Rapid București | – | CSM Slatina | Sala Polivalentă „Rapid”, București |
| 30 august 2025 | (–)                |   |             | Sala Polivalentă „Rapid”, București |
| 30 august 2025 | [ Cronica]         |   |             | Sala Polivalentă „Rapid”, București |

| 30 august 2025 | CSM București | – | CS Minaur Baia Mare |  |
| 30 august 2025 | (–)           |   |                     |  |
| 30 august 2025 | [ Cronica]    |   |                     |  |

| 30 august 2025 | SCM Craiova | – | CSM Târgu Jiu | Sala Polivalentă, Craiova |
| 30 august 2025 | (–)         |   |               | Sala Polivalentă, Craiova |
| 30 august 2025 | [ Cronica]  |   |               | Sala Polivalentă, Craiova |

| 30 august 2025 | CS Gloria 2018 Bistrița | – | HC Zalău | TeraPlast Arena, Bistrița |
| 30 august 2025 | (–)                     |   |          | TeraPlast Arena, Bistrița |
| 30 august 2025 | [ Cronica]              |   |          | TeraPlast Arena, Bistrița |

| 30 august 2025 | CSM Corona Brașov | – | CSM Galați | Sala „Dumitru Popescu Colibași”, Brașov |
| 30 august 2025 | (–)               |   |            | Sala „Dumitru Popescu Colibași”, Brașov |
| 30 august 2025 | [ Cronica]        |   |            | Sala „Dumitru Popescu Colibași”, Brașov |

### Etapa a II-a
| 6 septembrie 2025 | SCM Râmnicu Vâlcea | – | CSM Galați | Sala Sporturilor „Traian”, Râmnicu Vâlcea |
| 6 septembrie 2025 | (–)                |   |            | Sala Sporturilor „Traian”, Râmnicu Vâlcea |
| 6 septembrie 2025 | [ Cronica]         |   |            | Sala Sporturilor „Traian”, Râmnicu Vâlcea |

| 6 septembrie 2025 | HC Zalău   | – | CSM Corona Brașov | Sala Sporturilor „Gheorghe Tadici”, Zalău |
| 6 septembrie 2025 | (–)        |   |                   | Sala Sporturilor „Gheorghe Tadici”, Zalău |
| 6 septembrie 2025 | [ Cronica] |   |                   | Sala Sporturilor „Gheorghe Tadici”, Zalău |

| 6 septembrie 2025 | CSM Târgu Jiu | – | CS Gloria 2018 Bistrița | Sala Sporturilor, Târgu Jiu |
| 6 septembrie 2025 | (–)           |   |                         | Sala Sporturilor, Târgu Jiu |
| 6 septembrie 2025 | [ Cronica]    |   |                         | Sala Sporturilor, Târgu Jiu |

| 6 septembrie 2025 | CS Minaur Baia Mare | – | SCM Craiova | Sala Sporturilor „Lascăr Pană”, Baia Mare |
| 6 septembrie 2025 | (–)                 |   |             | Sala Sporturilor „Lascăr Pană”, Baia Mare |
| 6 septembrie 2025 | [ Cronica]          |   |             | Sala Sporturilor „Lascăr Pană”, Baia Mare |

| 6 septembrie 2025 | CSM Slatina | – | CSM București | Sala LPS, Slatina |
| 6 septembrie 2025 | (–)         |   |               | Sala LPS, Slatina |
| 6 septembrie 2025 | [ Cronica]  |   |               | Sala LPS, Slatina |

| 6 septembrie 2025 | HC Dunărea Brăila | – | CS Rapid București | Sala Polivalentă „Danubius”, Brăila |
| 6 septembrie 2025 | (–)               |   |                    | Sala Polivalentă „Danubius”, Brăila |
| 6 septembrie 2025 | [ Cronica]        |   |                    | Sala Polivalentă „Danubius”, Brăila |

### Etapa a III-a
| 13 septembrie 2025 | CS Rapid București | – | SCM Râmnicu Vâlcea | Sala Polivalentă „Rapid”, București |
| 13 septembrie 2025 | (–)                |   |                    | Sala Polivalentă „Rapid”, București |
| 13 septembrie 2025 | [ Cronica]         |   |                    | Sala Polivalentă „Rapid”, București |

| 13 septembrie 2025 | CSM București | – | HC Dunărea Brăila |  |
| 13 septembrie 2025 | (–)           |   |                   |  |
| 13 septembrie 2025 | [ Cronica]    |   |                   |  |

| 13 septembrie 2025 | SCM Craiova | – | CSM Slatina | Sala Polivalentă, Craiova |
| 13 septembrie 2025 | (–)         |   |             | Sala Polivalentă, Craiova |
| 13 septembrie 2025 | [ Cronica]  |   |             | Sala Polivalentă, Craiova |

| 13 septembrie 2025 | CS Gloria 2018 Bistrița | – | CS Minaur Baia Mare | TeraPlast Arena, Bistrița |
| 13 septembrie 2025 | (–)                     |   |                     | TeraPlast Arena, Bistrița |
| 13 septembrie 2025 | [ Cronica]              |   |                     | TeraPlast Arena, Bistrița |

| 13 septembrie 2025 | CSM Corona Brașov | – | CSM Târgu Jiu | Sala „Dumitru Popescu Colibași”, Brașov |
| 13 septembrie 2025 | (–)               |   |               | Sala „Dumitru Popescu Colibași”, Brașov |
| 13 septembrie 2025 | [ Cronica]        |   |               | Sala „Dumitru Popescu Colibași”, Brașov |

| 13 septembrie 2025 | CSM Galați | – | HC Zalău | Sala „Dunărea”, Galați |
| 13 septembrie 2025 | (–)        |   |          | Sala „Dunărea”, Galați |
| 13 septembrie 2025 | [ Cronica] |   |          | Sala „Dunărea”, Galați |

### Etapa a IV-a
| 27 septembrie 2025 | SCM Râmnicu Vâlcea | – | HC Zalău | Sala Sporturilor „Traian”, Râmnicu Vâlcea |
| 27 septembrie 2025 | (–)                |   |          | Sala Sporturilor „Traian”, Râmnicu Vâlcea |
| 27 septembrie 2025 | [ Cronica]         |   |          | Sala Sporturilor „Traian”, Râmnicu Vâlcea |

| 27 septembrie 2025 | CSM Târgu Jiu | – | CSM Galați | Sala Sporturilor, Târgu Jiu |
| 27 septembrie 2025 | (–)           |   |            | Sala Sporturilor, Târgu Jiu |
| 27 septembrie 2025 | [ Cronica]    |   |            | Sala Sporturilor, Târgu Jiu |

| 27 septembrie 2025 | CS Minaur Baia Mare | – | CSM Corona Brașov | Sala Sporturilor „Lascăr Pană”, Baia Mare |
| 27 septembrie 2025 | (–)                 |   |                   | Sala Sporturilor „Lascăr Pană”, Baia Mare |
| 27 septembrie 2025 | [ Cronica]          |   |                   | Sala Sporturilor „Lascăr Pană”, Baia Mare |

| 27 septembrie 2025 | CSM Slatina | – | CS Gloria 2018 Bistrița | Sala LPS, Slatina |
| 27 septembrie 2025 | (–)         |   |                         | Sala LPS, Slatina |
| 27 septembrie 2025 | [ Cronica]  |   |                         | Sala LPS, Slatina |

| 27 septembrie 2025 | HC Dunărea Brăila | – | SCM Craiova | Sala Polivalentă „Danubius”, Brăila |
| 27 septembrie 2025 | (–)               |   |             | Sala Polivalentă „Danubius”, Brăila |
| 27 septembrie 2025 | [ Cronica]        |   |             | Sala Polivalentă „Danubius”, Brăila |

| 27 septembrie 2025 | CS Rapid București | – | CSM București | Sala Polivalentă „Rapid”, București |
| 27 septembrie 2025 | (–)                |   |               | Sala Polivalentă „Rapid”, București |
| 27 septembrie 2025 | [ Cronica]         |   |               | Sala Polivalentă „Rapid”, București |

### Etapa a V-a
| 4 octombrie 2025 | CSM București | – | SCM Râmnicu Vâlcea |  |
| 4 octombrie 2025 | (–)           |   |                    |  |
| 4 octombrie 2025 | [ Cronica]    |   |                    |  |

| 4 octombrie 2025 | SCM Craiova | – | CS Rapid București | Sala Polivalentă, Craiova |
| 4 octombrie 2025 | (–)         |   |                    | Sala Polivalentă, Craiova |
| 4 octombrie 2025 | [ Cronica]  |   |                    | Sala Polivalentă, Craiova |

| 4 octombrie 2025 | CS Gloria 2018 Bistrița | – | HC Dunărea Brăila | TeraPlast Arena, Bistrița |
| 4 octombrie 2025 | (–)                     |   |                   | TeraPlast Arena, Bistrița |
| 4 octombrie 2025 | [ Cronica]              |   |                   | TeraPlast Arena, Bistrița |

| 4 octombrie 2025 | CSM Corona Brașov | – | CSM Slatina | Sala „Dumitru Popescu Colibași”, Brașov |
| 4 octombrie 2025 | (–)               |   |             | Sala „Dumitru Popescu Colibași”, Brașov |
| 4 octombrie 2025 | [ Cronica]        |   |             | Sala „Dumitru Popescu Colibași”, Brașov |

| 4 octombrie 2025 | CSM Galați | – | CS Minaur Baia Mare | Sala „Dunărea”, Galați |
| 4 octombrie 2025 | (–)        |   |                     | Sala „Dunărea”, Galați |
| 4 octombrie 2025 | [ Cronica] |   |                     | Sala „Dunărea”, Galați |

| 4 octombrie 2025 | HC Zalău   | – | CSM Târgu Jiu | Sala Sporturilor „Gheorghe Tadici”, Zalău |
| 4 octombrie 2025 | (–)        |   |               | Sala Sporturilor „Gheorghe Tadici”, Zalău |
| 4 octombrie 2025 | [ Cronica] |   |               | Sala Sporturilor „Gheorghe Tadici”, Zalău |

### Etapa a VI-a
| 8 octombrie 2025 | SCM Râmnicu Vâlcea | – | CSM Târgu Jiu | Sala Sporturilor „Traian”, Râmnicu Vâlcea |
| 8 octombrie 2025 | (–)                |   |               | Sala Sporturilor „Traian”, Râmnicu Vâlcea |
| 8 octombrie 2025 | [ Cronica]         |   |               | Sala Sporturilor „Traian”, Râmnicu Vâlcea |

| 8 octombrie 2025 | CS Minaur Baia Mare | – | HC Zalău | Sala Sporturilor „Lascăr Pană”, Baia Mare |
| 8 octombrie 2025 | (–)                 |   |          | Sala Sporturilor „Lascăr Pană”, Baia Mare |
| 8 octombrie 2025 | [ Cronica]          |   |          | Sala Sporturilor „Lascăr Pană”, Baia Mare |

| 8 octombrie 2025 | CSM Slatina | – | CSM Galați | Sala LPS, Slatina |
| 8 octombrie 2025 | (–)         |   |            | Sala LPS, Slatina |
| 8 octombrie 2025 | [ Cronica]  |   |            | Sala LPS, Slatina |

| 8 octombrie 2025 | HC Dunărea Brăila | – | CSM Corona Brașov | Sala Polivalentă „Danubius”, Brăila |
| 8 octombrie 2025 | (–)               |   |                   | Sala Polivalentă „Danubius”, Brăila |
| 8 octombrie 2025 | [ Cronica]        |   |                   | Sala Polivalentă „Danubius”, Brăila |

| 8 octombrie 2025 | CS Rapid București | – | CS Gloria 2018 Bistrița | Sala Polivalentă „Rapid”, București |
| 8 octombrie 2025 | (–)                |   |                         | Sala Polivalentă „Rapid”, București |
| 8 octombrie 2025 | [ Cronica]         |   |                         | Sala Polivalentă „Rapid”, București |

| 8 octombrie 2025 | CSM București | – | SCM Craiova |  |
| 8 octombrie 2025 | (–)           |   |             |  |
| 8 octombrie 2025 | [ Cronica]    |   |             |  |

### Etapa a VII-a
| 25 octombrie 2025 | SCM Craiova | – | SCM Râmnicu Vâlcea | Sala Polivalentă, Craiova |
| 25 octombrie 2025 | (–)         |   |                    | Sala Polivalentă, Craiova |
| 25 octombrie 2025 | [ Cronica]  |   |                    | Sala Polivalentă, Craiova |

| 25 octombrie 2025 | CS Gloria 2018 Bistrița | – | CSM București | TeraPlast Arena, Bistrița |
| 25 octombrie 2025 | (–)                     |   |               | TeraPlast Arena, Bistrița |
| 25 octombrie 2025 | [ Cronica]              |   |               | TeraPlast Arena, Bistrița |

| 25 octombrie 2025 | CSM Corona Brașov | – | CS Rapid București | Sala „Dumitru Popescu Colibași”, Brașov |
| 25 octombrie 2025 | (–)               |   |                    | Sala „Dumitru Popescu Colibași”, Brașov |
| 25 octombrie 2025 | [ Cronica]        |   |                    | Sala „Dumitru Popescu Colibași”, Brașov |

| 25 octombrie 2025 | CSM Galați | – | HC Dunărea Brăila | Sala „Dunărea”, Galați |
| 25 octombrie 2025 | (–)        |   |                   | Sala „Dunărea”, Galați |
| 25 octombrie 2025 | [ Cronica] |   |                   | Sala „Dunărea”, Galați |

| 25 octombrie 2025 | HC Zalău   | – | CSM Slatina | Sala Sporturilor „Gheorghe Tadici”, Zalău |
| 25 octombrie 2025 | (–)        |   |             | Sala Sporturilor „Gheorghe Tadici”, Zalău |
| 25 octombrie 2025 | [ Cronica] |   |             | Sala Sporturilor „Gheorghe Tadici”, Zalău |

| 25 octombrie 2025 | CSM Târgu Jiu | – | CS Minaur Baia Mare | Sala Sporturilor, Târgu Jiu |
| 25 octombrie 2025 | (–)           |   |                     | Sala Sporturilor, Târgu Jiu |
| 25 octombrie 2025 | [ Cronica]    |   |                     | Sala Sporturilor, Târgu Jiu |

### Etapa a VIII-a
| 1 noiembrie 2025 | SCM Râmnicu Vâlcea | – | CS Minaur Baia Mare | Sala Sporturilor „Traian”, Râmnicu Vâlcea |
| 1 noiembrie 2025 | (–)                |   |                     | Sala Sporturilor „Traian”, Râmnicu Vâlcea |
| 1 noiembrie 2025 | [ Cronica]         |   |                     | Sala Sporturilor „Traian”, Râmnicu Vâlcea |

| 1 noiembrie 2025 | CSM Slatina | – | CSM Târgu Jiu | Sala LPS, Slatina |
| 1 noiembrie 2025 | (–)         |   |               | Sala LPS, Slatina |
| 1 noiembrie 2025 | [ Cronica]  |   |               | Sala LPS, Slatina |

| 1 noiembrie 2025 | HC Dunărea Brăila | – | HC Zalău | Sala Polivalentă „Danubius”, Brăila |
| 1 noiembrie 2025 | (–)               |   |          | Sala Polivalentă „Danubius”, Brăila |
| 1 noiembrie 2025 | [ Cronica]        |   |          | Sala Polivalentă „Danubius”, Brăila |

| 1 noiembrie 2025 | CS Rapid București | – | CSM Galați | Sala Polivalentă „Rapid”, București |
| 1 noiembrie 2025 | (–)                |   |            | Sala Polivalentă „Rapid”, București |
| 1 noiembrie 2025 | [ Cronica]         |   |            | Sala Polivalentă „Rapid”, București |

| 1 noiembrie 2025 | CSM București | – | CSM Corona Brașov |  |
| 1 noiembrie 2025 | (–)           |   |                   |  |
| 1 noiembrie 2025 | [ Cronica]    |   |                   |  |

| 1 noiembrie 2025 | SCM Craiova | – | CS Gloria 2018 Bistrița | Sala Polivalentă, Craiova |
| 1 noiembrie 2025 | (–)         |   |                         | Sala Polivalentă, Craiova |
| 1 noiembrie 2025 | [ Cronica]  |   |                         | Sala Polivalentă, Craiova |

### Etapa a IX-a
| 8 noiembrie 2025 | CS Gloria 2018 Bistrița | – | SCM Râmnicu Vâlcea | TeraPlast Arena, Bistrița |
| 8 noiembrie 2025 | (–)                     |   |                    | TeraPlast Arena, Bistrița |
| 8 noiembrie 2025 | [ Cronica]              |   |                    | TeraPlast Arena, Bistrița |

| 8 noiembrie 2025 | CSM Corona Brașov | – | SCM Craiova | Sala „Dumitru Popescu Colibași”, Brașov |
| 8 noiembrie 2025 | (–)               |   |             | Sala „Dumitru Popescu Colibași”, Brașov |
| 8 noiembrie 2025 | [ Cronica]        |   |             | Sala „Dumitru Popescu Colibași”, Brașov |

| 8 noiembrie 2025 | CSM Galați | – | CSM București | Sala „Dunărea”, Galați |
| 8 noiembrie 2025 | (–)        |   |               | Sala „Dunărea”, Galați |
| 8 noiembrie 2025 | [ Cronica] |   |               | Sala „Dunărea”, Galați |

| 8 noiembrie 2025 | HC Zalău   | – | CS Rapid București | Sala Sporturilor „Gheorghe Tadici”, Zalău |
| 8 noiembrie 2025 | (–)        |   |                    | Sala Sporturilor „Gheorghe Tadici”, Zalău |
| 8 noiembrie 2025 | [ Cronica] |   |                    | Sala Sporturilor „Gheorghe Tadici”, Zalău |

| 8 noiembrie 2025 | CSM Târgu Jiu | – | HC Dunărea Brăila | Sala Sporturilor, Târgu Jiu |
| 8 noiembrie 2025 | (–)           |   |                   | Sala Sporturilor, Târgu Jiu |
| 8 noiembrie 2025 | [ Cronica]    |   |                   | Sala Sporturilor, Târgu Jiu |

| 8 noiembrie 2025 | CS Minaur Baia Mare | – | CSM Slatina | Sala Sporturilor „Lascăr Pană”, Baia Mare |
| 8 noiembrie 2025 | (–)                 |   |             | Sala Sporturilor „Lascăr Pană”, Baia Mare |
| 8 noiembrie 2025 | [ Cronica]          |   |             | Sala Sporturilor „Lascăr Pană”, Baia Mare |

### Etapa a X-a
| 15 noiembrie 2025 | SCM Râmnicu Vâlcea | – | CSM Slatina | Sala Sporturilor „Traian”, Râmnicu Vâlcea |
| 15 noiembrie 2025 | (–)                |   |             | Sala Sporturilor „Traian”, Râmnicu Vâlcea |
| 15 noiembrie 2025 | [ Cronica]         |   |             | Sala Sporturilor „Traian”, Râmnicu Vâlcea |

| 15 noiembrie 2025 | HC Dunărea Brăila | – | CS Minaur Baia Mare | Sala Polivalentă „Danubius”, Brăila |
| 15 noiembrie 2025 | (–)               |   |                     | Sala Polivalentă „Danubius”, Brăila |
| 15 noiembrie 2025 | [ Cronica]        |   |                     | Sala Polivalentă „Danubius”, Brăila |

| 15 noiembrie 2025 | CS Rapid București | – | CSM Târgu Jiu | Sala Polivalentă „Rapid”, București |
| 15 noiembrie 2025 | (–)                |   |               | Sala Polivalentă „Rapid”, București |
| 15 noiembrie 2025 | [ Cronica]         |   |               | Sala Polivalentă „Rapid”, București |

| 15 noiembrie 2025 | CSM București | – | HC Zalău |  |
| 15 noiembrie 2025 | (–)           |   |          |  |
| 15 noiembrie 2025 | [ Cronica]    |   |          |  |

| 15 noiembrie 2025 | SCM Craiova | – | CSM Galați | Sala Polivalentă, Craiova |
| 15 noiembrie 2025 | (–)         |   |            | Sala Polivalentă, Craiova |
| 15 noiembrie 2025 | [ Cronica]  |   |            | Sala Polivalentă, Craiova |

| 15 noiembrie 2025 | CS Gloria 2018 Bistrița | – | CSM Corona Brașov | TeraPlast Arena, Bistrița |
| 15 noiembrie 2025 | (–)                     |   |                   | TeraPlast Arena, Bistrița |
| 15 noiembrie 2025 | [ Cronica]              |   |                   | TeraPlast Arena, Bistrița |

### Etapa a XI-a
| 20 decembrie 2025 | CSM Corona Brașov | – | SCM Râmnicu Vâlcea | Sala „Dumitru Popescu Colibași”, Brașov |
| 20 decembrie 2025 | (–)               |   |                    | Sala „Dumitru Popescu Colibași”, Brașov |
| 20 decembrie 2025 | [ Cronica]        |   |                    | Sala „Dumitru Popescu Colibași”, Brașov |

| 20 decembrie 2025 | CSM Galați | – | CS Gloria 2018 Bistrița | Sala „Dunărea”, Galați |
| 20 decembrie 2025 | (–)        |   |                         | Sala „Dunărea”, Galați |
| 20 decembrie 2025 | [ Cronica] |   |                         | Sala „Dunărea”, Galați |

| 20 decembrie 2025 | HC Zalău   | – | SCM Craiova | Sala Sporturilor „Gheorghe Tadici”, Zalău |
| 20 decembrie 2025 | (–)        |   |             | Sala Sporturilor „Gheorghe Tadici”, Zalău |
| 20 decembrie 2025 | [ Cronica] |   |             | Sala Sporturilor „Gheorghe Tadici”, Zalău |

| 20 decembrie 2025 | CSM Târgu Jiu | – | CSM București | Sala Sporturilor, Târgu Jiu |
| 20 decembrie 2025 | (–)           |   |               | Sala Sporturilor, Târgu Jiu |
| 20 decembrie 2025 | [ Cronica]    |   |               | Sala Sporturilor, Târgu Jiu |

| 20 decembrie 2025 | CS Minaur Baia Mare | – | CS Rapid București | Sala Sporturilor „Lascăr Pană”, Baia Mare |
| 20 decembrie 2025 | (–)                 |   |                    | Sala Sporturilor „Lascăr Pană”, Baia Mare |
| 20 decembrie 2025 | [ Cronica]          |   |                    | Sala Sporturilor „Lascăr Pană”, Baia Mare |

| 20 decembrie 2025 | CSM Slatina | – | HC Dunărea Brăila | Sala LPS, Slatina |
| 20 decembrie 2025 | (–)         |   |                   | Sala LPS, Slatina |
| 20 decembrie 2025 | [ Cronica]  |   |                   | Sala LPS, Slatina |

## Rezultate în retur

### Etapa a XII-a
| 10 ianuarie 2026 | '          | – | ' |  |
| 10 ianuarie 2026 | (–)        |   |   |  |
| 10 ianuarie 2026 | [ Cronica] |   |   |  |

| 10 ianuarie 2026 | '          | – | ' |  |
| 10 ianuarie 2026 | (–)        |   |   |  |
| 10 ianuarie 2026 | [ Cronica] |   |   |  |

| 10 ianuarie 2026 | '          | – | ' |  |
| 10 ianuarie 2026 | (–)        |   |   |  |
| 10 ianuarie 2026 | [ Cronica] |   |   |  |

| 10 ianuarie 2026 | '          | – | ' |  |
| 10 ianuarie 2026 | (–)        |   |   |  |
| 10 ianuarie 2026 | [ Cronica] |   |   |  |

| 10 ianuarie 2026 | '          | – | ' |  |
| 10 ianuarie 2026 | (–)        |   |   |  |
| 10 ianuarie 2026 | [ Cronica] |   |   |  |

### Etapa a XIII-a
| 17 ianuarie 2026 | '          | – | ' |  |
| 17 ianuarie 2026 | (–)        |   |   |  |
| 17 ianuarie 2026 | [ Cronica] |   |   |  |

| 17 ianuarie 2026 | '          | – | ' |  |
| 17 ianuarie 2026 | (–)        |   |   |  |
| 17 ianuarie 2026 | [ Cronica] |   |   |  |

| 17 ianuarie 2026 | '          | – | ' |  |
| 17 ianuarie 2026 | (–)        |   |   |  |
| 17 ianuarie 2026 | [ Cronica] |   |   |  |

| 17 ianuarie 2026 | '          | – | ' |  |
| 17 ianuarie 2026 | (–)        |   |   |  |
| 17 ianuarie 2026 | [ Cronica] |   |   |  |

| 17 ianuarie 2026 | '          | – | ' |  |
| 17 ianuarie 2026 | (–)        |   |   |  |
| 17 ianuarie 2026 | [ Cronica] |   |   |  |

### Etapa XIV
| 31 ianuarie 2026 | '          | – | ' |  |
| 31 ianuarie 2026 | (–)        |   |   |  |
| 31 ianuarie 2026 | [ Cronica] |   |   |  |

| 31 ianuarie 2026 | '          | – | ' |  |
| 31 ianuarie 2026 | (–)        |   |   |  |
| 31 ianuarie 2026 | [ Cronica] |   |   |  |

| 31 ianuarie 2026 | '          | – | ' |  |
| 31 ianuarie 2026 | (–)        |   |   |  |
| 31 ianuarie 2026 | [ Cronica] |   |   |  |

| 31 ianuarie 2026 | '          | – | ' |  |
| 31 ianuarie 2026 | (–)        |   |   |  |
| 31 ianuarie 2026 | [ Cronica] |   |   |  |

| 31 ianuarie 2026 | '          | – | ' |  |
| 31 ianuarie 2026 | (–)        |   |   |  |
| 31 ianuarie 2026 | [ Cronica] |   |   |  |

| 31 ianuarie 2026 | '          | – | ' |  |
| 31 ianuarie 2026 | (–)        |   |   |  |
| 31 ianuarie 2026 | [ Cronica] |   |   |  |

### Etapa a XV-a
| 7 februarie 2026 | '          | – | ' |  |
| 7 februarie 2026 | (–)        |   |   |  |
| 7 februarie 2026 | [ Cronica] |   |   |  |

| 7 februarie 2026 | '          | – | ' |  |
| 7 februarie 2026 | (–)        |   |   |  |
| 7 februarie 2026 | [ Cronica] |   |   |  |

| 7 februarie 2026 | '          | – | ' |  |
| 7 februarie 2026 | (–)        |   |   |  |
| 7 februarie 2026 | [ Cronica] |   |   |  |

| 7 februarie 2026 | '          | – | ' |  |
| 7 februarie 2026 | (–)        |   |   |  |
| 7 februarie 2026 | [ Cronica] |   |   |  |

| 7 februarie 2026 | '          | – | ' |  |
| 7 februarie 2026 | (–)        |   |   |  |
| 7 februarie 2026 | [ Cronica] |   |   |  |

| 7 februarie 2026 | '          | – | ' |  |
| 7 februarie 2026 | (–)        |   |   |  |
| 7 februarie 2026 | [ Cronica] |   |   |  |

### Etapa a XVI-a
| 14 februarie 2026 | '          | – | ' |  |
| 14 februarie 2026 | (–)        |   |   |  |
| 14 februarie 2026 | [ Cronica] |   |   |  |

| 14 februarie 2026 | '          | – | ' |  |
| 14 februarie 2026 | (–)        |   |   |  |
| 14 februarie 2026 | [ Cronica] |   |   |  |

| 14 februarie 2026 | '          | – | ' |  |
| 14 februarie 2026 | (–)        |   |   |  |
| 14 februarie 2026 | [ Cronica] |   |   |  |

| 14 februarie 2026 | '          | – | ' |  |
| 14 februarie 2026 | (–)        |   |   |  |
| 14 februarie 2026 | [ Cronica] |   |   |  |

| 14 februarie 2026 | '          | – | ' |  |
| 14 februarie 2026 | (–)        |   |   |  |
| 14 februarie 2026 | [ Cronica] |   |   |  |

| 14 februarie 2026 | '          | – | ' |  |
| 14 februarie 2026 | (–)        |   |   |  |
| 14 februarie 2026 | [ Cronica] |   |   |  |

### Etapa a XVII-a
| 25 februarie 2026 | '          | – | ' |  |
| 25 februarie 2026 | (–)        |   |   |  |
| 25 februarie 2026 | [ Cronica] |   |   |  |

| 25 februarie 2026 | '          | – | ' |  |
| 25 februarie 2026 | (–)        |   |   |  |
| 25 februarie 2026 | [ Cronica] |   |   |  |

| 25 februarie 2026 | '          | – | ' |  |
| 25 februarie 2026 | (–)        |   |   |  |
| 25 februarie 2026 | [ Cronica] |   |   |  |

| 25 februarie 2026 | '          | – | ' |  |
| 25 februarie 2026 | (–)        |   |   |  |
| 25 februarie 2026 | [ Cronica] |   |   |  |

| 25 februarie 2026 | '          | – | ' |  |
| 25 februarie 2026 | (–)        |   |   |  |
| 25 februarie 2026 | [ Cronica] |   |   |  |

| 25 februarie 2026 | '          | – | ' |  |
| 25 februarie 2026 | (–)        |   |   |  |
| 25 februarie 2026 | [ Cronica] |   |   |  |

### Etapa a XVIII-a
| 14 martie 2026 | '          | – | ' |  |
| 14 martie 2026 | (–)        |   |   |  |
| 14 martie 2026 | [ Cronica] |   |   |  |

| 14 martie 2026 | '          | – | ' |  |
| 14 martie 2026 | (–)        |   |   |  |
| 14 martie 2026 | [ Cronica] |   |   |  |

| 14 martie 2026 | '          | – | ' |  |
| 14 martie 2026 | (–)        |   |   |  |
| 14 martie 2026 | [ Cronica] |   |   |  |

| 14 martie 2026 | '          | – | ' |  |
| 14 martie 2026 | (–)        |   |   |  |
| 14 martie 2026 | [ Cronica] |   |   |  |

| 14 martie 2026 | '          | – | ' |  |
| 14 martie 2026 | (–)        |   |   |  |
| 14 martie 2026 | [ Cronica] |   |   |  |

| 14 martie 2026 | '          | – | ' |  |
| 14 martie 2026 | (–)        |   |   |  |
| 14 martie 2026 | [ Cronica] |   |   |  |

### Etapa a XIX-a
| 21 martie 2026 | '          | – | ' |  |
| 21 martie 2026 | (–)        |   |   |  |
| 21 martie 2026 | [ Cronica] |   |   |  |

| 21 martie 2026 | '          | – | ' |  |
| 21 martie 2026 | (–)        |   |   |  |
| 21 martie 2026 | [ Cronica] |   |   |  |

| 21 martie 2026 | '          | – | ' |  |
| 21 martie 2026 | (–)        |   |   |  |
| 21 martie 2026 | [ Cronica] |   |   |  |

| 21 martie 2026 | '          | – | ' |  |
| 21 martie 2026 | (–)        |   |   |  |
| 21 martie 2026 | [ Cronica] |   |   |  |

| 21 martie 2026 | '          | – | ' |  |
| 21 martie 2026 | (–)        |   |   |  |
| 21 martie 2026 | [ Cronica] |   |   |  |

| 21 martie 2026 | '          | – | ' |  |
| 21 martie 2026 | (–)        |   |   |  |
| 21 martie 2026 | [ Cronica] |   |   |  |

### Etapa a XX-a
| 1 aprilie 2026 | '          | – | ' |  |
| 1 aprilie 2026 | (–)        |   |   |  |
| 1 aprilie 2026 | [ Cronica] |   |   |  |

| 1 aprilie 2026 | '          | – | ' |  |
| 1 aprilie 2026 | (–)        |   |   |  |
| 1 aprilie 2026 | [ Cronica] |   |   |  |

| 1 aprilie 2026 | '          | – | ' |  |
| 1 aprilie 2026 | (–)        |   |   |  |
| 1 aprilie 2026 | [ Cronica] |   |   |  |

| 1 aprilie 2026 | '          | – | ' |  |
| 1 aprilie 2026 | (–)        |   |   |  |
| 1 aprilie 2026 | [ Cronica] |   |   |  |

| 1 aprilie 2026 | '          | – | ' |  |
| 1 aprilie 2026 | (–)        |   |   |  |
| 1 aprilie 2026 | [ Cronica] |   |   |  |

| 1 aprilie 2026 | '          | – | ' |  |
| 1 aprilie 2026 | (–)        |   |   |  |
| 1 aprilie 2026 | [ Cronica] |   |   |  |

### Etapa a XXI-a
| 4 aprilie 2026 | '          | – | ' |  |
| 4 aprilie 2026 | (–)        |   |   |  |
| 4 aprilie 2026 | [ Cronica] |   |   |  |

| 4 aprilie 2026 | '          | – | ' |  |
| 4 aprilie 2026 | (–)        |   |   |  |
| 4 aprilie 2026 | [ Cronica] |   |   |  |

| 4 aprilie 2026 | '          | – | ' |  |
| 4 aprilie 2026 | (–)        |   |   |  |
| 4 aprilie 2026 | [ Cronica] |   |   |  |

| 4 aprilie 2026 | '          | – | ' |  |
| 4 aprilie 2026 | (–)        |   |   |  |
| 4 aprilie 2026 | [ Cronica] |   |   |  |

| 4 aprilie 2026 | '          | – | ' |  |
| 4 aprilie 2026 | (–)        |   |   |  |
| 4 aprilie 2026 | [ Cronica] |   |   |  |

| 4 aprilie 2026 | '          | – | ' |  |
| 4 aprilie 2026 | (–)        |   |   |  |
| 4 aprilie 2026 | [ Cronica] |   |   |  |

### Etapa a XXII-a
| 18 aprilie 2026 | '          | – | ' |  |
| 18 aprilie 2026 | (–)        |   |   |  |
| 18 aprilie 2026 | [ Cronica] |   |   |  |

| 18 aprilie 2026 | '          | – | ' |  |
| 18 aprilie 2026 | (–)        |   |   |  |
| 18 aprilie 2026 | [ Cronica] |   |   |  |

| 18 aprilie 2026 | '          | – | ' |  |
| 18 aprilie 2026 | (–)        |   |   |  |
| 18 aprilie 2026 | [ Cronica] |   |   |  |

| 18 aprilie 2026 | '          | – | ' |  |
| 18 aprilie 2026 | (–)        |   |   |  |
| 18 aprilie 2026 | [ Cronica] |   |   |  |

| 18 aprilie 2026 | '          | – | ' |  |
| 18 aprilie 2026 | (–)        |   |   |  |
| 18 aprilie 2026 | [ Cronica] |   |   |  |

| 18 aprilie 2026 | '          | – | ' |  |
| 18 aprilie 2026 | (–)        |   |   |  |
| 18 aprilie 2026 | [ Cronica] |   |   |  |